# Wapen van Exmorra

Wapen van Exmorra

Het wapen van Exmorra is het dorpswapen van het Nederlandse dorp Exmorra, in de Friese gemeente Súdwest-Fryslân. Het wapen werd in 1969 geregistreerd.

## Beschrijving
De blazoenering van het wapen in het Fries luidt als volgt:
Fan read, biladen mei fiif gouden klaverblêdden, pleatst 3 : 2, mei in sulveren skyldfoet, biladen mei in read pompeblêd.
De Nederlandse vertaling luidt als volgt: 
Van rood, beladen met vijf gouden klaverbladen, geplaatst 3 : 2, met een zilveren schildvoet, beladen met een rood pompeblêd.
De heraldische kleuren zijn: keel (rood), goud (goud) en zilver (zilver).

## Zie ook

Vlag van Exmorra